# Psaliodes orozcoa
Psaliodes orozcoa är en fjärilsart som beskrevs av Dyar 1914. Psaliodes orozcoa ingår i släktet Psaliodes och familjen mätare. Inga underarter finns listade i Catalogue of Life.